# Сузана фон Мансфелд-Хинтерорт
Сузана фон Мансфелд-Хинтерорт (на немски: Susanne von Mansfeld-Hinterort; * ок. 1540; † 8 февруари 1565) е графиня от Мансфелд-Хинтерорт и чрез женитба графиня на Йотинген-Йотинген-Харбург в Швабия, Бавария.
Тя е дъщеря, най-малкото дете, на граф Албрехт VII фон Мансфелд-Хинтерорт (1480 – 1560) и съпругата му графиня Анна фон Хонщайн-Клетенберг (ок. 1490 – 1559), дъщеря на Ернст IV фон Хонщайн-Клетенберг и Фелицитас фон Байхлинген.

## Фамилия
Сузана фон Мансфелд-Хинтерорт се омъжва на 26/27 август 1562 г. за граф Лудвиг XVI фон Йотинген-Йотинген (* 1 юли 1508; † 1 октомври 1569), вдовец на Маргарета фон Пфалц-Люцелщайн († 3 юли 1560), големият син на граф Лудвиг XV фон Йотинген (1486 – 1557) и графиня Мария Салома фон Хоенцолерн (1488 – 1548). Тя е втората му съпруга. Те имат две деца:
- Анна Доротея фон Йотинген-Йотинген (* 18 май 1563; † сл. 1614), омъжена на 14 октомври 1582 г. за фрайхер Волфганг фон Хофкирхен († 11 юли 1611)
- Албрехт Лудвиг фон Йотинген-Йотинген (* 22 май 1565; † края 1592 в Дахщайн)

Сузана фон Мансфелд-Хинтерорт умира на 8 февруари 1565 г. Лудвиг XVI фон Йотинген се жени трети път 1569 г. за графиня Клаудия фон Хоенфелс († 1582).